# Barbados en los Juegos Paralímpicos de Sídney 2000
Barbados estuvo representado en los Juegos Paralímpicos de Sídney 2000 por un deportista masculino. El equipo paralímpico barbadense no obtuvo ninguna medalla en estos Juegos.